# Keisei
Keisei (jap. 慶政; ur. 1189, zm. 11 listopada 1268) – mnich buddyjski okresu Kamakura ze szkoły tendai, a także autor kilku publikacji, m.in. zbioru Kankyo no tomo oraz kopii znanych dzieł.
Jego ojcem był Yoshitsune Kujō, a młodszym bratem regent Michiie Kujō. Wstąpił do klasztoru z powodu niepełnosprawności, którą nabył w dzieciństwie. Uczył się pod okiem mistrzów w Onjōji, a także pod okiem Myōe. 
Około 1208 roku udał się na odosobnienie na górę Nishiyama (obok Kioto). W 1217 roku przebywał w Chinach, skąd wysłał list do Myōe.
Ufundował świątynię Hokkesan-ji na Nishiyamie.

## Znane prace
- Kankyo no tomo (jap. 閑居友) – zbiór opowiadań buddyjskich wydanych w roku 1222 (wczesny okres Kamakura), którego autorstwo zwykle przypisuje się Keiseiowi[2]. Zbiór ten składa się z dwóch tomów: w pierwszym znajduje się 21 opowiadań, w drugim 11[2]. W pierwszym tomie, wyłączając ostatnią historię, dominują historie o mężczyznach, natomiast w drugim tomie dominują historie o kobietach; każde z opowiadań opatrzone jest komentarzami autora opartymi na filozofii buddyjskiej[2].